# Dipoena luisi
Dipoena luisi är en spindelart som beskrevs av Claude Lévi 1953. Dipoena luisi ingår i släktet Dipoena och familjen klotspindlar. Inga underarter finns listade i Catalogue of Life.